# Хоуп Хикс
Хоуп Шарлот Хикс (рођена 21. октобра 1988) је консултанткиња за односе са јавношћу у Сједињеним Државама, која је у фебруару 2020. године именована за саветницу председника Доналда Трампа. Хиксова је претходно вршила дужност Директорке комуникација Беле Куће, почев од августа 2017. године све до 29, марта 2018. У периоду од јануара до септембра 2017. године радила је као Директорка стратешких комуникација Беле Куће.